# Moiporá
Moiporá este un oraș în Goiás (GO), Brazilia.